# 会津若松市立城南小学校
会津若松市城南小学校（あいづわかまつしりつじょうなんしょうがっこう）は、福島県会津若松市門田町にある公立小学校。

## 概要
- 本校は文字通り「若松城（鶴ヶ城）」の南に位置する学校である。

## 沿革
- 1989年（平成元年）4月6日 - 開校[1]。

## 教育目標
- 『会津教学の精神を受け継ぎ、心豊かでたくましい児童の育成』

## 通学区域と進学先中学校
出典

### 通学区域
- 表町（3番・4番・5番(3号を除く)・6番・7番(1号を除く)）
- 天神町（4番(7号・12号・13号・16号～18号)・ 5番(52号・55号・56号・58号～60号・64号・65号・68号・69号)・ 11番・21番）
- 東年貢1丁目（1番(1号～21号)・2番～12番）
- 東年貢2丁目（8番(1号～15号)・13番(1号・3号・5号・12号・15号・17号・30号・37号・40号・41号・45号～47号)）
- 古川町（全域）
- 明和町（全域）
- 門田町黒岩（花見ヶ丘を除く）

### 進学先中学校
- 会津若松市立第五中学校

## 学校周辺
- 城南第二こどもクラブ - 同一敷地内。
- 社会福祉法人南町保育会
  - どんぐり山こども園 - 校地西側に隣接、かつ進学前こども園。
  - 地域子育て支援センターなのはな - 校地西側に隣接、かつどんぐり山こども園と同一敷地内。
- 福島県道64号会津若松裏磐梯線 - 校地東側を通る。
- 若松黒岩郵便局 - 上記県道をはさんで、敷地が隣接。
- 県営大坪団地 - 校地南側に隣接。
- 宮沢川 - 学校付近で、下記古川に合流する。
- 古川
- 会津若松市城南コミュニティセンター
- 会津若松地方広域市町村圏整備組合消防本部会津若松消防署城南分署
- 校地北側から東側にはセカンドストリート会津城南店などの商業施設も点在。

## 交通
- 会津バス「市内3コース」・「市内4コース」で、「城南消防署前」停留所下車後、徒歩約5分。
- 磐越自動車道会津若松ICから、車で約20分。